# Городок (Червенський район)
Городок (біл. вёска Гарадок) — село в складі Червенського району Мінської області, Білорусь. Село підпорядковане Лядівській сільській раді, розташоване в центральній частині області.